# Odontodactylus
Odontodactylus is een geslacht van kreeftachtigen uit de klasse van de Malacostraca (hogere kreeftachtigen).

## Soorten
- Odontodactylus brevirostris (Miers, 1884)
- Odontodactylus cultrifer (White, 1850)
- Odontodactylus hansenii (Pocock, 1893)
- Odontodactylus havanensis (Bigelow, 1893)
- Odontodactylus hawaiiensis Manning, 1967
- Odontodactylus japonicus (de Haan, 1844)
- Odontodactylus latirostris Borradaile, 1907
- Odontodactylus scyllarus (Linnaeus, 1758)